# Communauté de communes de la Haute Vallée de Chevreuse
La Communauté de communes de la Haute Vallée de Chevreuse (CCHVC) est une structure intercommunale française, située dans le département des Yvelines et la région Île-de-France.

## Historique
L'intercommunalité a été créée par un arrêté préfectoral du 10 juillet 2012,.

## Territoire communautaire

### Composition
La communauté de communes est composée des 10 communes suivantes :

| Nom                           | Code Insee | Gentilé      | Superficie (km2) | Population (dernière pop. légale) | Densité (hab./km2) |
| ----------------------------- | ---------- | ------------ | ---------------- | --------------------------------- | ------------------ |
| Dampierre-en-Yvelines (siège) | 78193      | Dampierrois  | 11,17            | 1 003 (2022)                      | 90                 |
| Chevreuse                     | 78160      | Chevrotins   | 13,42            | 5 531 (2022)                      | 412                |
| Choisel                       | 78162      | Choiseliens  | 8,73             | 537 (2022)                        | 62                 |
| Lévis-Saint-Nom               | 78334      | Levissiens   | 8,25             | 1 610 (2022)                      | 195                |
| Le Mesnil-Saint-Denis         | 78397      | Mesnilois    | 8,95             | 7 103 (2022)                      | 794                |
| Milon-la-Chapelle             | 78406      | Milanais     | 3,06             | 292 (2022)                        | 95                 |
| Saint-Forget                  | 78548      | Féréoliens   | 6                | 445 (2022)                        | 74                 |
| Saint-Lambert                 | 78561      | Lambertinois | 6,61             | 448 (2022)                        | 68                 |
| Saint-Rémy-lès-Chevreuse      | 78575      | Saint-Rémois | 9,65             | 7 747 (2022)                      | 803                |
| Senlisse                      | 78590      | Senlissois   | 7,9              | 509 (2022)                        | 64                 |

Toutes ces communes sont par ailleurs membres du Parc Naturel Régional de la Haute Vallée de Chevreuse (lequel regroupe au total une cinquantaine de communes depuis 2011).

### Démographie
| 1968   | 1975   | 1982   | 1990   | 1999   | 2007   | 2012   | 2017   |
| ------ | ------ | ------ | ------ | ------ | ------ | ------ | ------ |
| 13 656 | 17 989 | 21 014 | 21 918 | 24 542 | 25 321 | 25 139 | 25 276 |

## Organisation

### Siège
Le siège de la communauté de communes est à Dampierre-en-Yvelines, 9 Grande-rue.

### Élus
La communauté de communes est administrée par son conseil communautaire, composé pour la mandature 2020-2026 de  35 conseillers municipaux représentant chacune des  communes membres et répartis de la manière suivante :

- 10  délégués pour Saint-Rémy-lès-Chevreuse ; 

- 9 délégués pour  Le Mesnil-Saint-Denis ;

- 8 délégués pour Chevreuse ;

- 1 délégué ou son suppléant pour les autres communes.
Au terme des élections municipales de 2020 dans les Yvelines, le conseil communautaire renouvelé a élu sa nouvelle présidente, Anne Grignon, maire de  Levis-Saint-Nom, ainsi que ses 9 vice-présidents, qui sont, :
1. Jean-Luc Jannin, maire de Saint-Forget, chargé de la mutualisation des prestations, services, moyens humains et matériels ;
2. Valérie Palmer, maire de Dampierre-en-Yvelines, chargée de la mutualisation des prestations, services, moyens humains et matériels  ;
3. Olivier Bedouelle, maire de Saint-Lambert-des-Bouis, chargée de l'environnement, des Transports et de la mobilité ;
4. Anne Héry, maire de Chevreuse chargée des finances[8] ;
5. Christophe Buhot, maire du Mesnil-Saint-Denis, chargé du développement économique et innovation - Tourisme ;
6. Alain Seigneur, maire de Choisel, chargé des liaisons douces et mobilités actives ;
7. Pascal Hamon, maire de Milon-la-Chapelle, chargé de la vidéoprotection - Sécurité - Numérique;
8. M. Claude Benmussa, maire de Senlisse, chargé du très haut débit fixe et mobile ;
9. Cédric Chauvierre, élu du Mesnil-Saint-Denis, chargé du sport, de la culture et de la communication.

### Liste des présidents
| Période      | Période                        | Identité          | Étiquette | Qualité                                  |
| ------------ | ------------------------------ | ----------------- | --------- | ---------------------------------------- |
| janvier 2013 | juillet 2020                   | Jacques Pelletier |           | Maire de Milon-la-Chapelle (2001 → 2020) |
| juillet 2020 | En cours (au 16 décembre 2020) | Anne Grignon      |           | Maire de Levis-Saint-Nom (2014 → )       |

### Compétences
L'intercommunalité exerce les compétenvces qui lui ont été transférées par les communes membres, dans les conditions déterminées par le code général des collectivités territoriales.

### Régime fiscal et budget
La communauté de communes est un établissement public de coopération intercommunale à fiscalité propre.
Afin de financer l'exercice de ses compétences, la communauté de communes perçoit une fiscalité additionnelle aux impôts locaux des communes, sans fiscalité professionnelle de zone (FPZ ) et sans fiscalité professionnelle sur les éoliennes (FPE).
Elle ne reverse pas de dotation de solidarité communautaire (DSC) à ses communes membres.

## Projets et réalisations
Conformément aux dispositions légales, une communauté de communes a pour objet d'associer des « communes au sein d'un espace de solidarité, en vue de l'élaboration d'un projet commun de développement et d'aménagement de l'espace ».